# ۴۵۱ (میلادی)
۴۵۱ (میلادی) چهارصد و پنجاه و یکمین سال تقویم میلادی است.

## درگذشتگان
- تئودوریک یکم، پادشاه ویزیگوت‌ها

‎